# Александра Баварская
Александра Амалия Баварская (нем. Alexandra Amalie von Bayern; 26 августа 1826[…], Ашаффенбург, Нижняя Франкония — 21 сентября 1875, Мюнхен) — немецкая принцесса из дома Виттельсбахов, дочь короля Баварии Людвига I и его супруги Терезы Саксен-Гильдбургхаузенской. Посвятила свою жизнь литературе.

## Биография
Принцесса стала игуменьей женского религиозного общества Святой Анны в Мюнхене и Вюрцбурге. В 1850 году руки Александры просил французский принц Луи Люсьен Бонапарт, племянник императора Наполеона I. Король Людвиг I вежливо отказал принцу, ссылаясь на слабое здоровье Александры.
С 1852 года началась литературная карьера Александры. Её первой книгой стала «Рождественская роза». В 1856 году вышла следующая книга «Полевые цветы». Деньги от книги принцесса пожертвовала детским домам. В последующие годы появилось ещё несколько книг о биографии её семьи. В 1862 году Александра перевела на немецкий язык некоторые романы Евгении Фоа. В последующие годы принцесса активно издавала книги для детей. Принцесса страдала от бреда превращения в стекло и имела ряд эксцентричных особенностей характера. Она всегда носила только белую одежду и много уделяла времени чистоте. Умерла она 21 сентября 1875 года. Похоронена в склепе Виттельсбахов в Мюнхене.